# Negritos (Perú)
Negritos es una localidad peruana ubicada en la región Piura, provincia de Talara, distrito de La Brea. Es asimismo capital del distrito de La Brea. Se encuentra a una altitud de 20 m s. n. m. En el 2017 tenía una población de 12 227 habitantes

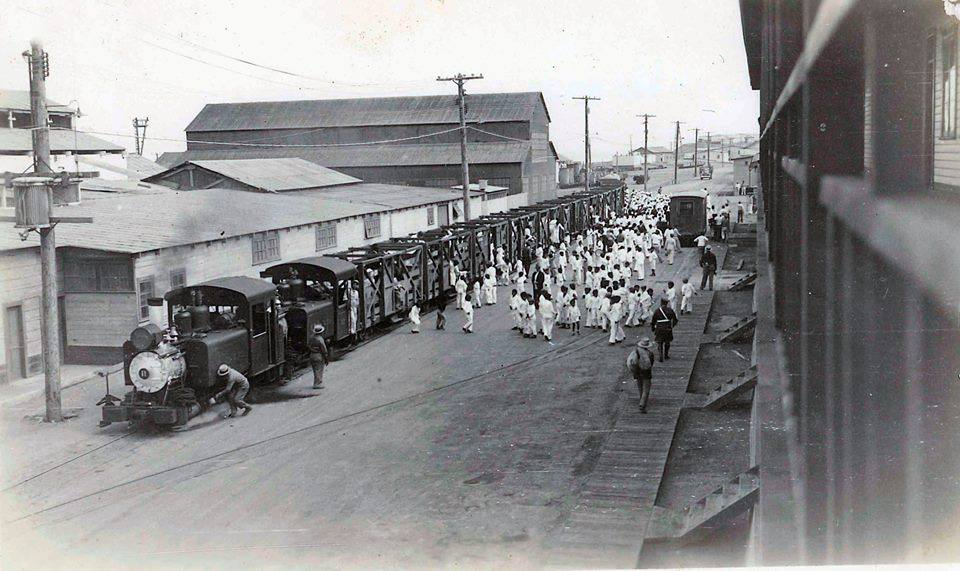
Tren del desaparecido Ferrocarril petrolero de Piura estacionado en Negritos, al frente de la antigua sede de la International Petroleoum Company. (Inicios del siglo XX)

Al sur de Negritos se encuentra Punta Balcones, donde se encuentra un faro, la playa y la rompiente de ola del mismo nombre. Punta Balcones, también llamada Punta Pariñas, es la punta más occidental de América del Sur. También hay una isla llamada Las Dayanas.

## Clima
| Parámetros climáticos promedio de Negritos | Parámetros climáticos promedio de Negritos | Parámetros climáticos promedio de Negritos | Parámetros climáticos promedio de Negritos | Parámetros climáticos promedio de Negritos | Parámetros climáticos promedio de Negritos | Parámetros climáticos promedio de Negritos | Parámetros climáticos promedio de Negritos | Parámetros climáticos promedio de Negritos | Parámetros climáticos promedio de Negritos | Parámetros climáticos promedio de Negritos | Parámetros climáticos promedio de Negritos | Parámetros climáticos promedio de Negritos | Parámetros climáticos promedio de Negritos |
| Mes                                        | Ene.                                       | Feb.                                       | Mar.                                       | Abr.                                       | May.                                       | Jun.                                       | Jul.                                       | Ago.                                       | Sep.                                       | Oct.                                       | Nov.                                       | Dic.                                       | Anual                                      |
| ------------------------------------------ | ------------------------------------------ | ------------------------------------------ | ------------------------------------------ | ------------------------------------------ | ------------------------------------------ | ------------------------------------------ | ------------------------------------------ | ------------------------------------------ | ------------------------------------------ | ------------------------------------------ | ------------------------------------------ | ------------------------------------------ | ------------------------------------------ |
| Temp. mín. media (°C)                      | 19.1                                       | 20.4                                       | 20.5                                       | 19.1                                       | 17.6                                       | 15.8                                       | 14.5                                       | 14.1                                       | 13.9                                       | 14.5                                       | 15.2                                       | 17.1                                       | 16.8                                       |
| Fuente: climate-data.org                   |                                            |                                            |                                            |                                            |                                            |                                            |                                            |                                            |                                            |                                            |                                            |                                            |                                            |